# Standish (Califòrnia)
Standish és una àrea no incorporada del Comtat de Lassen (Califòrnia). A 2.25 milles (3.6 km) al sud-oest de Litchfield, a una altura de 1.234 msnm.
Standish és a l'extrem nord de la carretera del comtat A3 (Standish Buntingville Road) a l'encreuament amb la carretera federal U.S. Route 395. La comunitat va ser establert el 1897. L'oficina de correus es va obrir el 1899, quan fou traslladada des de Datura. El nom honora Myles Standish.